# Щетинкоголов
Щетинкоголов (Pityriasis gymnocephala) — вид горобцеподібних птахів, єдиний представник родини щетинкоголовових (Pityriaseidae).

## Ареал
Ендемік Борнео. Його ареал — вологі калімантанські тропічні ліси до висоти 1200 м над рівнем моря. Також трапляється в мангрових заростях. Територія проживання птахів важкодоступна і обширна, тому охоронний статус виду — близький до загрозливого (NT).

## Опис виду
Представники виду — птахи завдовжки близько 25 см. Оперення — чорне або темно-сіре, дзьоб масивний, чорний, голова та шия червоні або помаранчеві.
Pityriasis gymnocephala мешкають в кронах дерев серед гілок та листя. Основа харчування — комахи та личинки. Живуть птахи невеликими і середніми з розміром зграями.

## Систематика
Відношення щетинкоголова до якої-небудь родини — предмет суперечок. За різними класифікаціям, його відносили до сорокопудових, Prionopidae, Cracticidae , ланграйнових або воронових. Наразі рід виділяють в окрему родину.